# Turning Tables
Turning Tables ist ein Popsong der britischen Sängerin Adele aus ihrem zweiten Album 21. Das Lied wurde von Adele und Ryan Tedder geschrieben und von Jim Abbiss produziert. Es wurde nur zu Promozwecken als Single veröffentlicht.

## Erfolg
Turning Tables erreichte in den amerikanischen Billboard Hot 100 Platz 63. In Kanada erreichte das Lied Platz 60. In beiden Ländern stieg das Stück in die Charts ein, nachdem Gwyneth Paltrow es in der Serie Glee gesungen hatte. In Australien erreichte es Platz 81 und in den britischen Singlecharts Platz 62. In Deutschland konnte sich der Titel in der Interpretation von Katja Friedenberg auf Platz 86 platzieren, nachdem diese ihn im Januar 2012 in der Castingshow The Voice of Germany gesungen hatte. Im Februar 2013 erreichte die Originalversion von Adele in Deutschland die Verkaufscharts.

## Rezeption
Das Stück, das das Zerfallen einer Liebesbeziehung beschreibt, ist eine Piano-Ballade, die langsam beginnt und zu einer „Theater-Pop-Hymne mit Broadway-angehauchten Instrumenten“ wird.

## Charts
| ChartsChartplatzierungen       | Höchstplatzierung | Wochen |
| ------------------------------ | ----------------- | ------ |
| Deutschland (GfK)              | 85 (2 Wo.)        | 2      |
| Vereinigtes Königreich (OCC)   | 62 (3 Wo.)        | 3      |
| Vereinigte Staaten (Billboard) | 63 (3 Wo.)        | 3      |